# 풀가라지

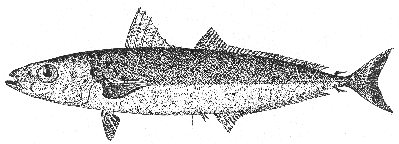

풀가라지(학명:Decapterus macarellus)는 전갱이목 전갱이과에 속하는 물고기이다. 몸길이는 46cm로 중형어류에 속하는 물고기이다.

## 특징과 먹이
풀가라지는 몸이 가늘고 방추형이며 등지느러미와 뒷지느러미의 뒷쪽에 토막지느러미가 존재하고 새개부의 상반부에 검은색의 작은 반점이 나있다. 몸의 측선에 노란색의 옆줄을 기점으로 몸의 등쪽은 금속광택의 녹청색을 띄며 베쪽은 은백색을 띈다. 꼬리지느러미와 가슴지느러미는 황녹색을 띄며 등지느러미는 두개이고 제2등지느러미가 매우 길다는 특징이 있다. 또한 눈은 비교적 크며 입이 앞으로 돌출되어 있고 항문지느러미에는 7개의 가시와 27~30개의 광선이 있다. 먹이로는 동물성 플랑크톤, 요각류, 갑각류와 멸치, 청어와 같은 작은물고기를 잡아먹는 육식성물고기에 속한다.

## 서식지와 어획
풀가라지는 서식지가 매우 넓은 편으로 대한민국 남부와 전세계의 태평양, 인도양, 대서양에 모두 서식하는 물고기이다. 수심 40~200m의 연안과 섬의 주변에 산호초가 많은 지역에 주로 서식하는 표해수대의 어류이다. 풀가라지는 식용으로도 이용을 하는데 식용으로 먹을 때는 주로 회나 매운탕으로 많이 먹는다.

## 같이 보기
- 전갱이목
- 전갱이과